# Merseburger Verlag
Der Merseburger Verlag ist der älteste Kirchenmusikverlag in Deutschland.

## Geschichte
Der Merseburger Verlag wurde 1837 von Friedrich Meusel in Weißenfels gegründet. 1849 wurde er von Carl Wilhelm Merseburger übernommen und zog nach Leipzig um. Im Zweiten Weltkrieg wurden das Verlagsgebäude und das Verlagsarchiv zerstört. Unter dem Dach der Evangelischen Verlagsanstalt in Berlin schaffte der Verlag nach dem Zweiten Weltkrieg als „Edition Merseburger“ einen Neustart. Von 1955 bis 1972 leitete der Herausgeber Adolf Strube den Verlag. 1972 übernahm Wolfgang Matthei die Verlagsleitung, der den Sitz 1974 nach Kassel verlegte. Seit 2005 ist Renate Matthei Geschäftsführerin des Verlags.

## Verlagsprogramm
Im Katalog finden sich Werke von Georg Philipp Telemann, Orlando di Lasso, Dietrich Buxtehude und Georg Friedrich Händel in verschiedenen Schwierigkeitsgraden. Weiterhin gibt der Verlag geistliche Musik für die kirchenmusikalische Praxis heraus.
Zu den Neuerscheinungen zählt die auf zehn Bände angelegte Reihe mit Choralvorspielen und Intonationen des Organisten Sigmar Schickel, die das gesamte Kirchenjahr umfasst. Neben Kirchenmusik verlegt der Merseburger Verlag auch weltliche Werke. So erfolgten Erstveröffentlichungen von Werken des Violinvirtuosen und Komponisten Louis Spohr. Zu den zeitgenössischen Autoren gehören oder gehörten u. a. Rudolf Mauersberger, Hans Chemin-Petit, Ludwig Prautzsch und Neithard Bethke, zu den Illustratoren Ino Zimmermann.
Ergänzt wird das Verlagsprogramm durch Bücher zu Musikgeschichte und -wissenschaft, Instrumentenbau, Pädagogik und musikalischer Praxis sowie wissenschaftliche Buchreihen.